# Pločnik (gmina Kalinovik)
Pločnik (cyr. Плочник) – wieś w Bośni i Hercegowinie, w Republice Serbskiej, w gminie Kalinovik. W 2013 roku liczyła 6 mieszkańców.